# Сарноніко
Сарноніко (італ. Sarnonico) — муніципалітет в Італії, у регіоні Трентіно-Альто-Адідже,  провінція Тренто.
Сарноніко розташоване на відстані близько 520 км на північ від Рима, 39 км на північ від Тренто.

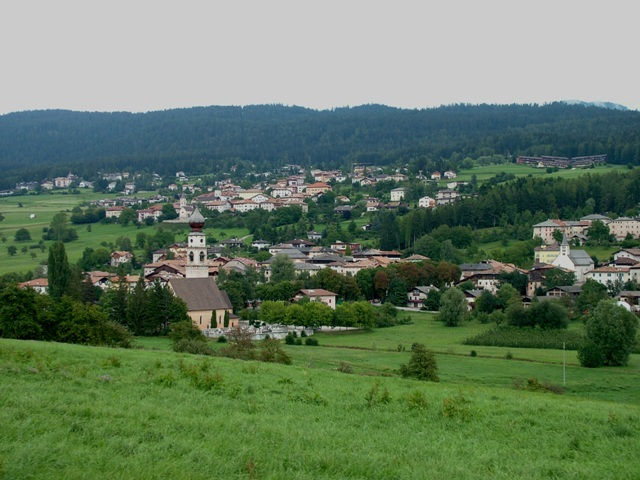

Населення — 770 осіб (2014).

## Демографія
Населення за роками:

Станом на 1 січня 2023 року в муніципалітеті офіційно проживало 90 іноземців з 14 країн, серед них 59 громадян країн Євросоюзу.

## Сусідні муніципалітети
- Апп'яно-сулла-Страда-дель-Віно
- Брец
- Кальдаро-сулла-Страда-дель-Віно
- Каварено
- Дамбель
- Фондо
- Малоско
- Ромено
- Ронцоне
- Руффре